# Tom Clancy's Rainbow Six 3: Raven Shield
 (juillet 2016).
Si vous disposez d'ouvrages ou d'articles de référence ou si vous connaissez des sites web de qualité traitant du thème abordé ici, merci de compléter l'article en donnant les références utiles à sa vérifiabilité et en les liant à la section « Notes et références ».
Tom Clancy's Rainbow Six 3: Raven Shield est un jeu vidéo de type FPS tactique développé par Red Storm Entertainment et édité par Ubisoft en 2003 sur Windows. Il a été adapté sur GameCube, Mac OS X, PlayStation 2 et Xbox.
La version Xbox se nomme Tom Clancy's Rainbow Six 3: Black Arrow et est une version améliorée.

## Trame
Dans la version PC, vous pouvez incarner n'importe quel agent de l'agence internationale Rainbow. L'histoire consiste à déjouer les plans d'un puissant homme d'affaires qui a fait fortune en Amérique du Sud. 
La première cinématique du jeu consiste en un flash-back en 1945, en Croatie présentant deux partisans du nazisme dans une banque. Dans le temps présent, le même bâtiment est assailli par des hommes désireux de faire disparaître certains documents compromettants...
Dans la version Xbox le joueur incarne Ding Chavez, leader d'une équipe de 4 contre-terroristes qui se charge de missions telles que le sauvetage d'otages, le déminage... durant différentes interventions aux quatre coins du monde qui se déroulent en l'an 2008. Pour diriger le joueur dispose d'un micro-casque qui interprètera ce que dit ce dernier. Ce jeu demande donc une part de stratégie d'où son nom de FPS tactique.

## Système de jeu

### Solo
Le jeu se décompose en 2 temps :

#### Phase de planification
Elle consiste à répartir les agents Rainbow dans les différents groupes d’intervention (Rouge, Vert et Or), puis à leur assigner un arsenal. Enfin, le joueur à la possibilité de constituer un plan d'intervention (en traçant le cheminement des différents groupes, en ajoutant des points correspondant à des actions spécifiques, comme envoyer une grenade fumigène à un certain endroit).

#### Phase d’action
Pendant laquelle le joueur incarne le leader de son groupe. Il peut évoluer seul ou bien avec ses coéquipiers. Le joueur à la possibilité d’interagir avec son peloton, en leur demandant d'ouvrir des portes, de nettoyer des pièces, ou bien encore d'envoyer des grenades, sans pour autant que ces actions ait été planifiés à l'avance.

### Multijoueur
Rainbow Six 3 est compatible Xbox Live et il permet de s'affronter via Internet et également de télécharger du contenu supplémentaire.

## Accueil
- Jeux vidéo Magazine : 17/20[3] - 16/20 (mobile)[4]
- Jeuxvideo.com : 17/20 (PC)[2] - 17/20 (XB)[1] - 15/20 (PS2)[5] - 14/20 (GC)[6]

## Extensions
Une extension est sortie en mars 2004. Cette dernière, appelée Athena Sword, immerge le joueur au cœur de l'intrigue une fois encore
. Puis en 2005 sortit Iron Wrath, deuxième extension pour Raven Shield.